# SH-3 Sea King
Sikorsky SH-3 Sea King (proizvođačka oznaka S-61) je dvomotorni višenamjenski/protupodmornički helikopter. Služio je u Ratnoj mornarici SAD-a i drugim granama, te i dalje služe u drugim državama širom svijeta. Sea King se proizvodio pod licencom u Italiji i Japanu, te u Velikoj Britaniji kao Westland Sea King. Glavne civilne inačice su S-61L i S-61N.

## Razvoj
Godine 1957. godine Sikorsky je sklopio ugovor za razvoj svevremenskog amfibijskog helikopter, koji bi kombinirao uloge lovca i "ubojice" podmornica. Prototip je poletio 11. ožujka 1959. U službu Ratne mornarice SAD-a ušao je u lipnju 1961. kao HSS-2. Oznaka zrakoplova promijenjena je u SH-3A s uvođenjem jedinstvenog sustava oznaka vojnih zrakoplova 1962. Korišten je ponajprije za protupodmorničku, ali i za protubrodsku borbu, traganje i spašavanje, transport, komunikacije, te za rano zračno upozoravanje (Airborne Early Warning).

## Operativna služba
Na nosačima zrakoplova helikopteri Sea King uvijek su bili prvi zrakoplov u zraku i posljednji koji su slijetali prilikom izvođenja zračnih operacija, a služili su kao straža i pomoć u traganju i spašavanju zrakoplovima s fiksnim krilima. 
U Ratnoj mornarici SAD-a zamijenjeni su helikopterom SH-60 Sea Hawk u izvršavanju zadaća protupodmorničke borbe i traganja i spašavanja tijekom 1990-ih, ali i dalje izvršavaju druge zadaće. I dalje se koriste u vojskama širom svijeta. Helikopteri H-3 Ratne mornarice konačno su umirovljeni 27. siječnja 2006. na svečanosti završnog leta u NAS Norfolk, Virginia. 
Sea King koristio se i kao jedan od službenih helikoptera za prijevoz Predsjednika SAD-a, a i u sastavu je flote Korpusa mornaričkog pješaštva. Kada prevozi Predsjednika SAD-a poznat je kao Marine One, po pozivnoj oznaci.

## Inačice

### Vojska SAD-a
XHSS-2jedini prototip H-3 Sea King.
YHSS-2prototip i probni zrakoplov. Sedam je helikoptera izgrađeno za Ratnu mornaricu.
SH-3Aprotupodmornički helikopter Ratne mornarice (245 komada proizvedeno); izvorna oznaka HSS-2.
HH-3Ahelikopter za traganje i spašavanje Ratne mornarice (12 preinačeno iz SH-3A).
CH-3Avojna transportna inačica za Ratno zrakoplovstvo (3 preinačeno iz SH-3A, kasnije postao CH-3B).
NH-3A (S-61F)eksperimentalna inačica, s krilima i turbojet motorima (1 preinačeno iz SH-3A).
RH-3Ahelikopter lovac mina za Ratnu mornaricu (9 preinačeno iz SH-3A).
VH-3AVIP transportni helikopter za Kopnenu vojsku i Američke marince (8 izgrađeno, plus 2 SH-3A (STAKE) preinačeno iz oštećenih helikoptera, 1 YHSS-2 i 1 SH-3A).
CH-3Bvojni transportni helikopter za Ratno zrakoplovstvo.
SH-3D (S-61B) (HSS-2A)protupodmornički helikoper Ratne mornarice (73 izgrađeno i dva preinačena iz SH-3A). Također u sastavu mornaričkog zrakoplovstva Iranske mornarice.
SH-3D (S-61B)protupodmornički helikoper za Španjolsku ratnu mornaricu (6 izgrađeno).
SH-3D-TSprotupodmornički helikoper.
VH-3DVIP transportni helikopter za Američke marince.
SH-3Gvišenamjenski transportni helikopter Ratne mornarice (105 preinačeno iz SH-3A i SH-3D).
SH-3H (HSS-2B)protupodmornički helikoper Ratne mornarice (preinačeno iz starijih inačica).
SH-3H AEWInačica za rano zračno upozoravanje Španjolske ratne mornarice.
UH-3Hvišenamjenski transportni helikopter Ratne mornarice.

### Sikorsky
S-61oznaka proizvođača za H-3 Sea King.
S-61Aizvozna inačica za Kraljevsko dansko ratno zrakoplovstvo.
S-61A-4 Nurivojni transportni helikopter i helikopter za traganje i spašavanje Kraljevskog malezijskog ratnog zrakoplovstva. Može prevesti do 31 vojnika (38 proizvedeno).
S-61A/AHvišenamjenski helikopter za površinske radove te za traganje i spašavanje na Antarktiku.
S-61Bizvozna inačica SH-3 protupodmorničkog helikoptera za Japanske pomorske samoobrambene snage.
S-61D-3izvozna inačica za Brazilsku ratnu mornaricu.
S-61D-4izvozna inačica za Argentinsku ratnu mornaricu.
S-61NRinačica za traganje i spašavanje Argentinskog ratnog zrakoplovstva.
S-61L/N
civilna inačica Sea Kinga.
S-61R
S-61R služio je u Ratnom zrakoplovstvu SAD-a kao CH-3C/E Sea King i HH-3E Jolly Green Giant, te u Obalnoj straži SAD-a te u Talijanskom ratnom zrakoplovstvu kao HH-3F Sea King (poznatiji pod nadimkom "Pelican").
S-61Voznaka proizvođača VH-3A, (1 prozveden za Indoneziju).

### Kanadska vojska
CH-124protupodmornički helikopter za Kanadsku mornaricu.

### Westland
Westland Sea King je inačica koju je proizvodio po licenci Westland Helicopters u Velikoj Britaniji, koji je razvio posebno modificiranu inačicu za Kraljevsku ratnu mornaricu. Pokreće ga par Rolls-Royce Gnome turbina, te ima britansku avioniku i opremu za protupodmorničku borbu. Prva inačica poletjela je 1969., a ušao je u službu sljedeće godine. Koristio se i u Kraljevskom ratnom zrakoplovstvu i prodavan je širom svijeta.

### Agusta
AS-61oznaka proizvođača za H-3 Sea King koji je proizveden po licenci u talijanskoj Agusti.
AS-61A-1talijanski izvozni model za Kraljevsko malezijsko ratno zrakoplovstvo.
AS-61A-4vojni transportni helikopter i helikopter za traganje i spašavanje.
AS-61N-1 Silverlicencni model S-61N, sa skraćenom kabinom.
AS-61VIPVIP transportni helikopter.
ASH-3A (SH-3G)višenamjenski transportni helikopter.
ASH-3Dprotupodmornički helikopter. Bio je u sastavu ratnih mornarica Italije, Brazila, Perua te Argentine.
ASH-3TSVIP transportni helikopter. Također znan i kao ASH-3D/TS.
ASH-3Hprotupodmornički helikopter.

### Mitsubishi
S-61Alicencirana inačica S-61A za Japansku ratnu mornaricu (18 proizvedeno)
HSS-2licencirana inačica S-61B (55 proizvedeno).
HSS-2Alicencirana inačica S-61B(SH-3D) (28 proizvedeno).
HSS-2Blicencirana inačica S-61B(SH-3H) (23 proizvedeno).

## Operateri
- Argentina
- Australija
- Belgija
- Brazil
- Kanada
- Danska
- Egipat
- Njemačka
- Indija
- Iran
- Irak
- Irska
- Italija
- Japan
- Malezija
- Norveška
- Pakistan
- Peru
- Katar
- Saudijska Arabija
- Španjolska
- Tajland
- Venezuela
- Ujedinjeno Kraljevstvo
- SAD

## Tehničke karakteristike (SH-3)
Osnovne karakteristike
- posada: 4 (2 pilot, 2 operatera za protupodmorničku borbu)
- kapacitet: 3 putnika
- dužina: 16,7 m
- promjer rotora: 19 m
- visina: 5,13 m

Letne karakteristike
- najveća brzina: 267 km/h
- dolet: 1.000 km
- brzina penjanja: 400-670 m/min
- najveća visina leta: 4.481 m
- motor: 2× turbovratilna General Electric T58-GE-10 motora

Naoružanje
- naoružanje: 

  - 2× Mk 46/44 protupodmornički torpedo (SH-3H)
  - različite sonarske plutače i pirotehnički uređajies
  - B-57 nuklearna bomba
  - strojnice, topovi i topovske kupole na nekim inačicama

## Ostale inačice
- Sikorsky S-61L/N
- Sikorsky S-61R
- Westland Sea King
- CH-124 Sea King